# Comitato militare dell'Unione europea
Il Comitato militare dell'Unione europea (European Union Military Committee - EUMC) è un dipartimento formato dai vertici delle forze armate dei paesi UE per la politica estera e di sicurezza comune dell'Unione europea.

## Funzioni
L'EUMC fornisce consulenza militare al Comitato della Politica e della Sicurezza (PSC) e all'Alto rappresentante dell'UE per la politica di sicurezza. Ha inoltre compiti di supervisione dello Stato maggiore dell'Unione europea. Viene guidato da un Chairman scelto tra i capi di stato maggiore della difesa dei Paesi membri.

## Storia
L'EUMC è stato formalmente istituito nel dicembre del 2000 durante Consiglio europeo di Nizza, ed è uno dei molteplici organismi collegati alle esigenze di difesa e sicurezza creati in conseguenza dell'Helsinki Headline Goal del dicembre 1999. 
Un comitato militare simile esiste già nell'ambito della NATO, ed i paesi che sono membri sia dell'Unione europea, che della NATO hanno in molti casi scelto la stessa persona come rappresentante del paese in entrambe le organizzazioni.

## Organizzazione
L'EUMC è composto dai capo di stato maggiore della difesa degli stati membri dell'Unione europea. Questi sono regolarmente rappresentati da addetti militari permanenti a Bruxelles, i quali sono spesso ufficiali generali a due o tre stelle.
Viene presieduto da un generale dell'esercito, un ammiraglio, o un generale dell'aeronautica a quattro stelle (grado NATO OF-9) che viene indicato dal Comitato e quindi nominato dal Consiglio dell'Unione europea.
Il presidente è il portavoce dell'EUMC per un periodo di tre anni, e partecipa sia alle riunioni del PSC secondo necessità, che a quelle del Consiglio che abbiano implicazioni nel campo della difesa e sicurezza.
Il presidente attuale è il generale austriaco Robert Brieger, in carica dal 16 maggio 2022. Sostituisce il generale Claudio Graziano, già capo di stato maggiore dell'Esercito Italiano, nominato il 6 novembre 2018.

## Lista dei presidenti dell'EUMC
- 2001-2004: generale Gustav Hägglund, Finlandia
- 2004-2006: generale Rolando Mosca Moschini, Italia
- 2006-2009: generale Henri Bentégeat, Francia
- 2009-2012: generale Håkan Syrén, Svezia
- 2012-2015: generale Patrick de Rousiers, Francia
- 2015-2018: generale Mikhail Kostarakos, Grecia
- 2018-2022: generale Claudio Graziano, Italia
- 2022-2025: generale Robert Brieger, Austria[6]
- 2025-In carica: generale Seán Clancy, Irlanda